# 翼膜闪蛛
翼膜闪蛛（学名：Heliophanus patagiatus）为跳蛛科闪蛛属的动物。分布于欧洲、俄罗斯以及中国大陆的新疆等地，主要生活于林间、果园的树干，亦见于农田。该物种的模式产地在欧洲。